# 엘 아르볼 데 가브리엘
《엘 아르볼 데 가브리엘》(스페인어: El árbol de Gabriel)는 2011년부터 2012년까지 방영된 베네수엘라의 텔레노벨라이다.